# Los Pozos (Panama)
Los Pozos è un comune (corregimiento) della Repubblica di Panama situato nel distretto di Los Pozos, provincia di Herrera, di cui è capoluogo. Si estende su una superficie di 59,2 km² e conta una popolazione di 2.199 abitanti (censimento 2010).